# كواهوما (تكساس)
كواهوما (بالإنجليزية: Coahoma, Texas)‏ هي بلدة أمريكية تقع في الولايات المتحدة في مقاطعة هاوارد، تكساس. يقدر عدد سكانها بـ 831 نسمة ومساحتها 3.1 كم2 و وترتفع عن سطح البحر 735 متر.

## التركيبة السكانية
حدّد مكتب تعداد الولايات المتحدة بيانات التركيبة السكانية لكواهوما في تعداد الولايات المتحدة. في ما يلي، التركيبة السكانية حسب تعدادي 2000 و2010.

### تعداد عام 2000
بلغ عدد سكان كواهوما 932 نسمة بحسب تعداد عام 2000، وبلغ عدد الأسر 354 أسرة وعدد العائلات 262 عائلة مقيمة في البلدة. في حين سجلت الكثافة السكانية 292.2 نسمة لكل كيلومتر مربع (756.8/ميل2). وبلغ عدد الوحدات السكنية 388 وحدة بمتوسط كثافة قدره 121.6 لكل كيلومتر مربع (314.9/ميل2).
وتوزع التركيب العرقي للبلدة بنسبة 90.77% من البيض و0.54% من الأمريكيين الأفارقة و0.32% من الأمريكيين الأصليين و0.11% من الأمريكيين ذوي الأصول الآسيوية و6.97% من الأعراق الأخرى و1.29% من عرقين مختلطين أو أكثر و23.82% من الهسبانيون أو اللاتينيون من أي عرق.
بلغ عدد الأسر 354 أسرة كانت نسبة 40.1% منها لديها أطفال تحت سن الثامنة عشر تعيش معهم، وبلغت نسبة الأزواج القاطنين مع بعضهم البعض 58.2% من أصل المجموع الكلي للأسر، ونسبة 11.6% من الأسر كان لديها معيلات من الإناث دون وجود شريك،  بينما كانت نسبة 4.2% من الأسر لديها معيلون من الذكور دون وجود شريكة وكانت نسبة 26% من غير العائلات. تألفت نسبة 24.6% من أصل جميع الأسر من عدة أفراد يعيشون في نفس المنزل ونسبة 15.3% كانت تتألف من شخص يعيش بمفرده يبلغ من العمر 65 عاماً أو أكثر. وبلغ متوسط حجم الأسرة المعيشية 2.63، أما متوسط حجم العائلات فبلغ 3.13.
بلغ العمر الوسطي للسكان 37.4 عاماً. وكانت نسبة 29.9% من القاطنين تحت سن الثامنة عشر، وكانت نسبة 7.4% بين الثامنة عشر والرابعة والعشرين عاماً، ونسبة 26.3% كانت واقعةً في الفئة العمرية ما بين الخامسة والعشرين والرابعة والأربعين عاماً، ونسبة 21.6% كانت ما بين الخامسة والأربعين والرابعة والستين، ونسبة 14.8% كانت ضمن فئة الخامسة والستين عاماً فما فوق. يوجد لكل 100 أنثى 94.6 ذكر، ويوجد لكل 100 أنثى في الثامنة عشر من عمرها فما فوق 87.6 ذكر.
بلغ متوسط دخل الأسرة في البلدة 35,962 دولارًا، أما متوسط دخل العائلة فبلغ 41,094 دولارًا. وكان متوسط دخل الذكور 30,625 دولارًا مقابل 19,167 دولارًا للإناث. وسجل دخل الفرد الخاص بالبلدة 14,013 دولارًا. وكانت نسبة 7.7% من العائلات ونسبة 8.9% من السكان تحت خط الفقر، وكان من هؤلاء نسبة 9.4% تحت سن الثامنة عشر ونسبة 7.8% في الخامسة والستين من العمر وما فوق.

### تعداد عام 2010
بلغ عدد سكان كواهوما 817 نسمة بحسب تعداد عام 2010، وبلغ عدد الأسر 323 أسرة وعدد العائلات 230 عائلة مقيمة في البلدة. في حين سجلت الكثافة السكانية 256.1 نسمة لكل كيلومتر مربع (663.3/ميل2). وبلغ عدد الوحدات السكنية 384 وحدة بمتوسط كثافة قدره 120.4 لكل كيلومتر مربع (311.8/ميل2).
وتوزع التركيب العرقي للبلدة بنسبة 88.13% من البيض و0.49% من الأمريكيين الأفارقة و1.10% من الأمريكيين الأصليين و0.12% من الأمريكيين ذوي الأصول الآسيوية و9.55% من الأعراق الأخرى و0.61% من عرقين مختلطين أو أكثر و29.25% من الهسبانيون أو اللاتينيون من أي عرق.
بلغ عدد الأسر 323 أسرة كانت نسبة 35% منها لديها أطفال تحت سن الثامنة عشر تعيش معهم، وبلغت نسبة الأزواج القاطنين مع بعضهم البعض 57.3% من أصل المجموع الكلي للأسر، ونسبة 9.6% من الأسر كان لديها معيلات من الإناث دون وجود شريك،  بينما كانت نسبة 4.3% من الأسر لديها معيلون من الذكور دون وجود شريكة وكانت نسبة 28.8% من غير العائلات. تألفت نسبة 25.4% من أصل جميع الأسر من عدة أفراد يعيشون في نفس المنزل ونسبة 10.2% كانت تتألف من شخص يعيش بمفرده يبلغ من العمر 65 عاماً أو أكثر. وبلغ متوسط حجم الأسرة المعيشية 2.53، أما متوسط حجم العائلات فبلغ 3.01.
بلغ العمر الوسطي للسكان 39.5 عاماً. وكانت نسبة 25.9% من القاطنين تحت سن الثامنة عشر، وكانت نسبة 7.3% بين الثامنة عشر والرابعة والعشرين عاماً، ونسبة 24.1% كانت واقعةً في الفئة العمرية ما بين الخامسة والعشرين والرابعة والأربعين عاماً، ونسبة 28.2% كانت ما بين الخامسة والأربعين والرابعة والستين، ونسبة 14.4% كانت ضمن فئة الخامسة والستين عاماً فما فوق. وتوزع التركيب الجنسي للسكان بنسبة 50.9% ذكور و49.1% إناث.